# Usolje-Sibirskoje
Usolje-Sibirskoje (rusky Усо́лье-Сиби́рское) je město v Irkutské oblasti v Ruské federaci. Při sčítání lidu v roce 2010 mělo přes 83 000 obyvatel.

## Poloha a doprava
Usolje-Sibirskoje leží na okraji severního předhůří Východního Sajanu na levém břehu Angary jen několik kilometrů jižně od místa, kde do Bratské přehrady na Angaře ústí Belaja.
Od Irkutsku, správního střediska oblasti, je Usolje-Sibirskoje vzdáleno přibližně 75 kilometrů severozápadně údolím Angary přes blíže ležící Angarsk.
Všechna tato města mají svou stanici na Transsibiřské magistrále, Usolje-Sibirské nádraží přitom leží na 5117. kilometru od Moskvy. Na tomto úseku také vede souběžně se železnicí dálnice R255 z Novosibirska přes Krasnojarsk do Irkutska.
Městské dopravě slouží místní malá tramvajová síť.

## Dějiny
Usolje-Sibirskoje bylo založeno kozáky v roce 1669 pod jménem Usolje jako jedno z nejstarších ruských sídel v prostoru Angary. Motivem k založení bylo zdejší ložisko soli kamenné, z čehož je odvozen i název.
Od 18. století přes Usolje vedl Moskevský trakt, od konce 19. století přes něj vede Transsibiřská magistrála.
V roce 1925 bylo Usolje povýšeno na město a v roce 1940 přejmenováno na Usolje-Sibirskoje pro odlišení od města Usolje (v Permském kraji).

### Rodáci
- Naděžda Čižovová, (*1945), atletka